# Міту малий
Міту малий (Mitu tomentosum) — вид куроподібних птахів родини краксових (Cracidae).

## Поширення
Поширений у північно-західних регіонах Південної Америки від гирла річки Амазонки до південно-центральної Колумбії. У Венесуелі він вважається локально поширеним; його часто спостерігали біля підніжжя Серро-де-ла-Небліна в 1991 році. Однак він не був зафіксований у сусідньому національному парку Піку-да-Небліна (Бразилія) з 1960 року. В інших місцях північно-західної Бразилії він досить поширений на півночі Рорайми та в околицях Манауса . Повідомляється, що в Колумбії він поширений на північ від Ріо-Какета. Вид рідкісний в Гаяні.
Мешкає у тропічних лісах уздовж річок, хоча також трапляється в галерейних лісах в льяносах Колумбії та Венесуели. Він, як правило, віддає перевагу місцевості з густим підліском. Це птах низин; в Колумбії зустрічається до 500 м над рівнем моря, а у Венесуелі до 600 м.

## Опис
Середня його довжина становить від 75 до 85 см. Самці важать від 2300 до 3050 г, а самиці від 1300 до 2425 г. Оперення чорне з фіолетовим відблиском, каштановими боком, черевцем і кінчиком хвоста. Дзьоб червоний, злегка вигнутий і стиснутий. Ноги помаранчеві.